# Campeonato Mundial de Ginástica Artística de 2003 - Resultados femininos
Os resultados femininos no Campeonato Mundial de Ginástica Artística de 2006 somaram dezoito medalhas nas seis provas disputadas. Em dois aparelhos ocorreram empates: salto e barras assimétricas.

## Resultados

### Equipes
Finais
| Pos.              | País      | Ginastas | Pts     |
| ----------------- | --------- | --- | ------- |
| Medalha de ouro   | E. Unidos | Courtney Kupets, Terin Humphrey, Chellsie Memmel, Carly Patterson, Tasha Schwikert, Hollie Vise                              | 112,573 |
| Medalha de prata  | Roménia   | Oana Ban, Alexandra Eremia, Florica Leonida, Aura Andreea Munteanu, Cătălina Ponor, Monica Roşu                              | 110,833 |
| Medalha de bronze | Austrália | Monette Russo, Allana Slater, Belinda Archer, Jacqueline Dunn                                                                | 110,335 |
| 4                 | China     | Li Ya, Zhang Nan, Fan Ye, Xin Kang, Lin Li, Zhang Yufei, Wang Tiantian                                                       | 110,259 |
| 5                 | Espanha   | Tania Gener, Mónica Mesalles, Elena Gómez, Patricia Moreno, Sara Moro, Lenika de Simone, Laura Campos                        | 109,722 |
| 6                 | Rússia    | Polina Miller, Natalia Ziganchina, Svetlana Khorkina, Maria Krioutchkova, Elena Zamolodchikova, Elena Anochina, Anna Pavlova | 108,985 |
| 7                 | Ucrânia   | Alina Kozich, Inna Teslenko, Irina Yarotska, Iryna Krasnianska, Alona Kvasha, Maryna Proskurina, Natalia Sirobaba            | 108,235 |
| 8                 | Brasil    | Lais Souza, Daiane dos Santos, Ana Paula Rodrigues, Thais Silva, Daniele Hypólito, Camila Comin                              | 107,297 |

### Individual geral
Finais
| Pos.              | País           | Ginasta                 | Pontos |
| ----------------- | -------------- | ----------------------- | ------ |
| Medalha de ouro   | Rússia         | Svetlana Khorkina       | 38,124 |
| Medalha de prata  | Estados Unidos | Carly Patterson         | 37,936 |
| Medalha de bronze | China          | Zhang Nan               | 37,624 |
| 4                 | Ucrânia        | Irina Yarotska          | 37,311 |
| 5                 | Espanha        | Elena Gómez             | 37,286 |
| 6                 | Roménia        | Oana Ban                | 37,262 |
| 7                 | China          | Xin Kang                | 37,162 |
| 8                 | Estados Unidos | Chellsie Memmel         | 36,974 |
| 8                 | Ucrânia        | Alina Kozich            | 36,974 |
| 10                | Rússia         | Anna Pavlova            | 36,736 |
| 11                | França         | Émilie Le Pennec        | 36,449 |
| 12                | Austrália      | Monette Russo           | 36,386 |
| 13                | Austrália      | Allana Slater           | 36,362 |
| 14                | Canadá         | Kylie Stone             | 36,249 |
| 15                | Roménia        | Aura Andreea Munteanu   | 36,074 |
| 16                | Itália         | Monica Bergamelli       | 36,037 |
| 17                | Países Baixos  | Suzanne Harmes          | 35,936 |
| 18                | Cuba           | Leyanet González Calero | 35,886 |
| 19                | Brasil         | Camila Comin            | 35,800 |
| 20                | Alemanha       | Daria Bijak             | 35,549 |
| 21                | Bélgica        | Aagje Vanwalleghem      | 35,499 |
| 22                | Espanha        | Patricia Moreno         | 35,386 |
| 23                | Japão          | Ayaka Sahara            | 35,161 |
| 24                | Brasil         | Daniele Hypólito        | 3,287  |

| Pos.             | País            | Ginasta                 | Pts   |
| ---------------- | --------------- | ----------------------- | ----- |
| Medalha de ouro  | Uzbequistão     | Oksana Chusovitina      | 9,481 |
| Medalha de prata | Coreia do Norte | Kang Yung Mi            | 9,443 |
| Medalha de prata | Rússia          | Elena Zamolodchikova    | 9,443 |
| 4                | Roménia         | Monica Roşu             | 9,374 |
| 5                | Rússia          | Anna Pavlova            | 9,356 |
| 6                | França          | Coralie Chacon          | 9,306 |
| 7                | Cuba            | Leyanet González Calero | 9,275 |
| 8                | Ucrânia         | Alona Kvasha            | 9,031 |

| Pos.              | País            | Ginasta           | Pts   |
| ----------------- | --------------- | ----------------- | ----- |
| Medalha de ouro   | Estados Unidos  | Chellsie Memmel   | 9,612 |
| Medalha de ouro   | Estados Unidos  | Hollie Vise       | 9,612 |
| Medalha de bronze | Reino Unido     | Elizabeth Tweddle | 9,512 |
| 4                 | Coreia do Norte | Pyon Kwang-Sun    | 9,500 |
| 5                 | China           | Lin Li            | 9,350 |
| 6                 | Ucrânia         | Irina Yarotska    | 9,300 |
| 7                 | Ucrânia         | Iryna Krasnianska | 8,875 |
| 8                 | China           | Fan Ye            | 8,525 |

| Pos.              | País           | Ginasta           | Pts   |
| ----------------- | -------------- | ----------------- | ----- |
| Medalha de ouro   | China          | Fan Ye            | 9,812 |
| Medalha de prata  | Roménia        | Cătălina Ponor    | 9,587 |
| Medalha de bronze | Rússia         | Lyudmila Ezhova   | 9,550 |
| 4                 | China          | Li Ya             | 9,450 |
| 5                 | Espanha        | Elena Gómez       | 8,887 |
| 6                 | Estados Unidos | Chellsie Memmel   | 8,837 |
| 7                 | Ucrânia        | Iryna Krasnianska | 8,550 |
| 8                 | Austrália      | Monette Russo     | 8,537 |

| Pos.              | País          | Ginasta               | Pts   |
| ----------------- | ------------- | --------------------- | ----- |
| Medalha de ouro   | Brasil        | Daiane dos Santos     | 9,737 |
| Medalha de prata  | Roménia       | Cătălina Ponor        | 9,700 |
| Medalha de bronze | Espanha       | Elena Gomez           | 9,675 |
| 4                 | Roménia       | Aura Andreea Munteanu | 9,400 |
| 5                 | França        | Émilie Le Pennec      | 9,387 |
| 6                 | Países Baixos | Suzanne Harmes        | 9,287 |
| 7                 | Rússia        | Anna Pavlova          | 9,237 |
| 8                 | Ucrânia       | Alona Kvasha          | 7,687 |